# Receptor con dominio discoidina 2
El receptor con dominio discoidina 2, también conocido como CD167b (antígeno de diferenciación 167b), es una proteína codificada por el gen DDR2 en los humanos y actúa como receptor de tirosina-quinasas (RTK).

## Descripción

### Función
Las tirosina-quinasas receptoras (RTK) desempeñan una función clave en la comunicación de las células con su microambiente. Estas moléculas participan en la regulación del crecimiento, la diferenciación y el metabolismo celular. En varios casos se ha demostrado que el mecanismo bioquímico de las RTK para la transducción de señales a través de la membrana celular es la oligomerización del receptor, inducida por el ligando, y la posterior fosforilación intracelular. En el caso del receptor DDR2, el colágeno actúa como ligando y se adhiere a su dominio discoidina extracelular. Esta autofosforilación lleva a la fosforilación de dianas citosólicas, así como a la asociación con otras moléculas que participan en los efectos pleiotrópicos de la transducción de señales. Algunas enfermedades, entre ellas la fibrosis o el cáncer, se asocian a la proteína DDR2.

### Estructura
Las RTK tienen una estructura tripartita compuesta por un dominio extracelular, un dominio transmembrana y un dominio citoplasmático. Este gen codifica un miembro de una nueva subclase de RTK y contiene una región extracelular diferenciada que abarca un dominio similar al factor VIII. 

### Gen
El splicing (proceso de corte y empalme) alternativo en la UTR 5' del gen DDR2 tiene como resultado múltiples variantes de transcripción que codifican para la misma proteína. 

### Interacciones
Se ha demostrado que el gen DDR2 interactúa con el SHC1 y desencadena la fosforilación de la SHP2.El DDR2 también interactúa con integrinas del tipo α1β1 y α2β1, y favorece su adhesión al colágeno.  